# 伊丽莎白·诺艾尔-诺依曼

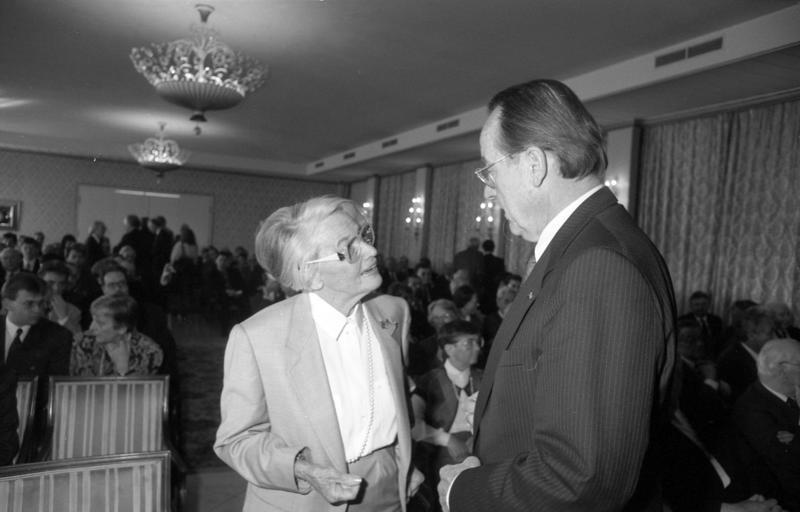
伊丽莎白·诺艾尔-诺依曼

伊丽莎白·诺艾尔-诺依曼（Elisabeth Noelle-Neumann，1916年12月19日—2010年3月25日），德国政治学家，最有名的學說為沉默的螺旋理论，解釋大眾輿論如何影響個別意見及行為。

## 生平
她在1935年得了Abitur資格後進入哥廷根大學，開始學習哲學、歷史及新聞學。並且曾在以下學術單位進行研究，包括柏林洪堡大學、柯尼斯堡大學以及密蘇里大學。
她留在美國的時間自1937到1938並且於1940年在美國獲得了公眾意見領域研究的哲學博士學位。
1940年她為納粹報紙Das Reich寫作精簡的文章。诺依曼在1941年6月8日於Das Reich發表了題為"誰通知美國?(Who Informs America)"的文章，文中訴說猶太企業組織在美國媒體中的影響力。她寫道 "猶太人操作了訊息內容，擁有這些美國媒體，實際上壟斷了廣告商，能藉由控制他們的廣告收入來滿足他們的願望"。

## 沉默的螺旋理论
她于1972年在一篇论文《重归大众传播的强力观》中首次提出沉默的螺旋理论。
1980年，她在《沉默的螺旋：舆论——我们的社会皮肤》中对沉默的螺旋理论进行了详细的阐述。
沉默的螺旋理论认为：
1. 个人意见的表明是一个社会心理过程。人作为一种社会动物，总是力图从周围的环境中寻找支持，避免陷入孤立状态，为了防止因为孤立而受到社会惩罚，、个人在表明自己的观点之前会使用准统计感觉来估计社会的意见气候，当发现自己属于“优势”意见时，人们更倾向于积极大胆的表达自己的观点，当发现自己属于“劣势”意见时，一般人就会屈服于环境压力而转向沉默或附和。人们由于多元无知而很容易对意见环境产生错误的估计。
2. 意见的表明和沉默的扩散是一个螺旋式的社会传播过程，也就是说，一方的“沉默”造成另一方意见的增势，使“优势”意见显得更加强大，这种强大又反过来迫使更多的持不同意见者转向“沉默”，如此循环，便形成了一个“一方越来越大声疾呼，而另一方越来越沉默下去的螺旋式过程”。
3. 大众传播通过营造“意见环境”，影响人们对于“优势”意见的感知，从而影响和制约舆论。传播媒介可以通过共鸣效果、累积效果、遍在效果对人们的环境认知活动产生影响，经过大众传媒强调的意见容易被当作“优势”意见所认知。
4. 然而，传播媒介所提示的“意见环境”未必是社会上意见分布状况的现实反映，而一般社会成员对这种意见分布又处于“多元无知”的状态。因此，媒介中所暗示或强调的，即便是少数人的意见，也会被人们当作“多数意见”来认知，其结果也会引起社会传播的螺旋化过程。因此可以说，传播媒介有“创造社会现实”的巨大力量。

沉默的螺旋理论的意义：
1. 沉默的螺旋理论认为舆论是社会控制的机制，认为舆论未必是事实上的“多数”意见，但至少是表面上的或人们感觉中的“多数"意见，它通过人们的从众心理来制约个人的行为，因而起着社会控制作用，该理论把对舆论形成过程的考察从现象论的描述引向了社会心理分析的领域，强调了社会心理机制在这个过程中的作用，这正是传统的舆论学所忽略的一个重要方面。
2. 此外，它强调了大众传播对舆论的强大影响，并指出这种影响来自于大众传播营造意见环境的巨大能力，对重新评价大众传播的影响和效果具有重要的启迪意义。

沉默的螺旋理论的缺陷：
1. 假说中所强调的“对社会孤立的恐惧”不是一个绝对的常量，而应是一个受条件制约的变量。
2. “多数意见”社会压力的强弱以及对它的抵抗力受到社会传统、文化以及社会发展阶段的制约，依问题的类型和性质也有程度的不同。
3. 假说在说明舆论的形成过程之际极力强调“优势”意见的压力，以至于忽略了舆论的变化过程以及“少数派”的作用。

## 著作
- 《民意-沈默螺旋的發現之旅》 ISBN 9573225255
- 《沉默的螺旋——舆论：我们的社会皮肤》 ISBN 9787301200346